# The Gathering (lan)
The Gathering (ou simplesmente TG) é uma demo party organizada anualmente na Noruega desde 1992. É uma das maiores (5200 participantes em 2004) e mais antigas LAN parties do mundo.

## Edições
|      | Data           | Número participantes | Em lista de espera | Local                             |
| ---- | -------------- | -------------------- | ------------------ | --------------------------------- |
| 1992 |                | 1100                 |                    |                                   |
| 1993 |                | 1400                 |                    |                                   |
| 1994 |                | 1800                 |                    |                                   |
| 1995 |                | 1500                 |                    | Stavanger                         |
| 1996 |                | 2500                 |                    | Vikingskipet Olympic Arena, Hamar |
| 1997 |                | 3300                 |                    | Vikingskipet Olympic Arena, Hamar |
| 1998 |                | 4300                 | ~1500              | Vikingskipet Olympic Arena, Hamar |
| 1999 |                | 4300                 | ~2500              | Vikingskipet Olympic Arena, Hamar |
| 2000 |                | 4300                 | ~4000              | Vikingskipet Olympic Arena, Hamar |
| 2002 |                | 4300                 | ~5000              | Vikingskipet Olympic Arena, Hamar |
| 2003 |                | 5000                 | ~3500              | Vikingskipet Olympic Arena, Hamar |
| 2004 |                | 5200                 | ~4000              | Vikingskipet Olympic Arena, Hamar |
| 2005 | 23-27 de Março |                      |                    | Vikingskipet Olympic Arena, Hamar |